# 論地町
論地町（ろんちちょう）は、愛知県高浜市の地名。現行行政地名は論地町1丁目から論地町5丁目。　

## 地理
東は清水町、西は稗田町・二池町、南は碧南市広見町・荒居町・立山町、北は向山町に接する。

## 世帯数と人口
2019年（令和元年）6月1日現在の世帯数と人口は以下の通りである。
| 町丁   | 世帯数    | 人口    |
| ------ | --------- | ------- |
| 論地町 | 1,330世帯 | 3,528人 |

### 人口の変遷
国勢調査による人口の推移
| 1995年（平成7年）  | 2,285人 | [ 5 ] |  |
| 2000年（平成12年） | 2,625人 | [ 6 ] |  |
| 2005年（平成17年） | 2,985人 | [ 7 ] |  |
| 2010年（平成22年） | 3,159人 | [ 8 ] |  |
| 2015年（平成27年） | 3,291人 | [ 9 ] |  |

## 学区
市立小・中学校に通う場合、学区は以下の通りとなる。また、公立高等学校に通う場合の学区は以下の通りとなる。
| 番・番地等 | 小学校             | 中学校           | 高等学校             |
| ---------- | ------------------ | ---------------- | -------------------- |
| 全域       | 高浜市立高取小学校 | 高浜市立南中学校 | 三河学区（特例地域） |

## 交通
- 愛知県道304号碧南高浜環状線

## その他

### 日本郵便
- 郵便番号 : 444-1314[3]（集配局：高浜郵便局[12]）。